# Nellie Halstead
Nellie Halstead, angleška atletinja, * 19. december 1910, Radcliffe, Anglija, Združeno kraljestvo, † november 1991, Bury, Anglija.
Nastopila je na olimpijskih igrah leta 1932 ter osvojila bronasto medaljo v štafeti 4x100 m. Na igrah Britanskega imperija je leta 1934 osvojila zlato medaljo v štafeti 3x110/220 jardov, srebrno v štafeti 4x110/220 jardov in bronasto v teku na 220 jardov.